# 松本市美術館
松本市美術館（まつもとしびじゅつかん）は長野県松本市中央にある美術館。

## 歴史
2002年4月開館。草間彌生、上條信山、池上百竹亭､田村一男、細川宗英など信州ゆかりの作家を中心とする常設展示室他、企画展を行っている。玄関横には草間彌生の大型作品「幻の華」が野外展示されている。
大規模改修工事のために2021年4月から休館し、展示ケースや壁の補修、照明の発光ダイオード（LED）化、赤ちゃん休憩室の設置を行い、2022年4月21日にリニューアルオープンした。

## 建築概要
- 設計: 宮本忠長建築設計事務所[6]
- 敷地面積: 10,185.92m2[7]
- 建築面積: 3,495.62m2[7]
- 延床面積: 7,741.87m2[7]
- 構造: SRC造、S造[6][7]
- 規模: 地上3階、一部4階[6][7]
- 所在地: 〒390-0811 長野県松本市中央4-2-22
- 備考: 第44回BCS賞受賞[6]

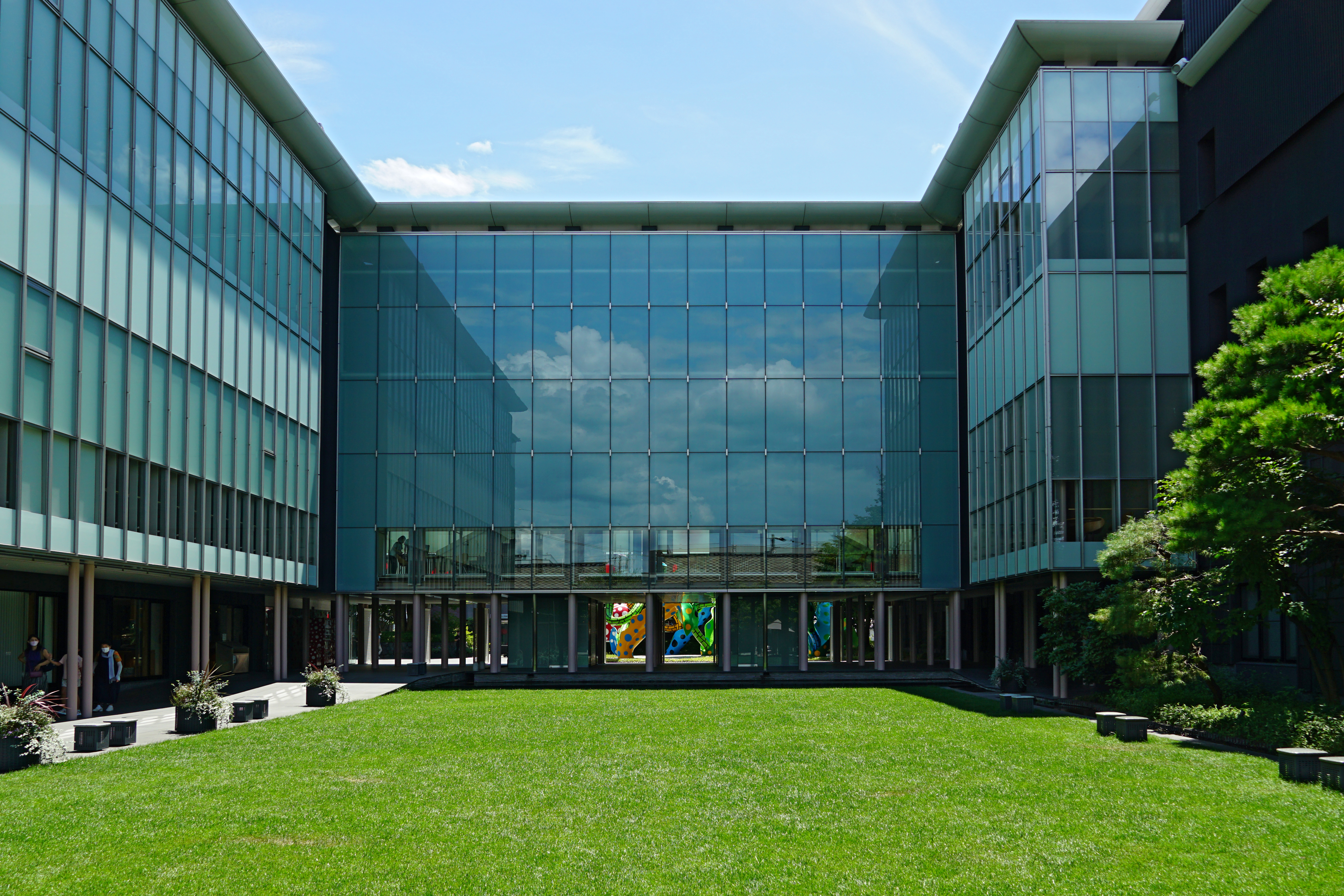
市民創造ひろば
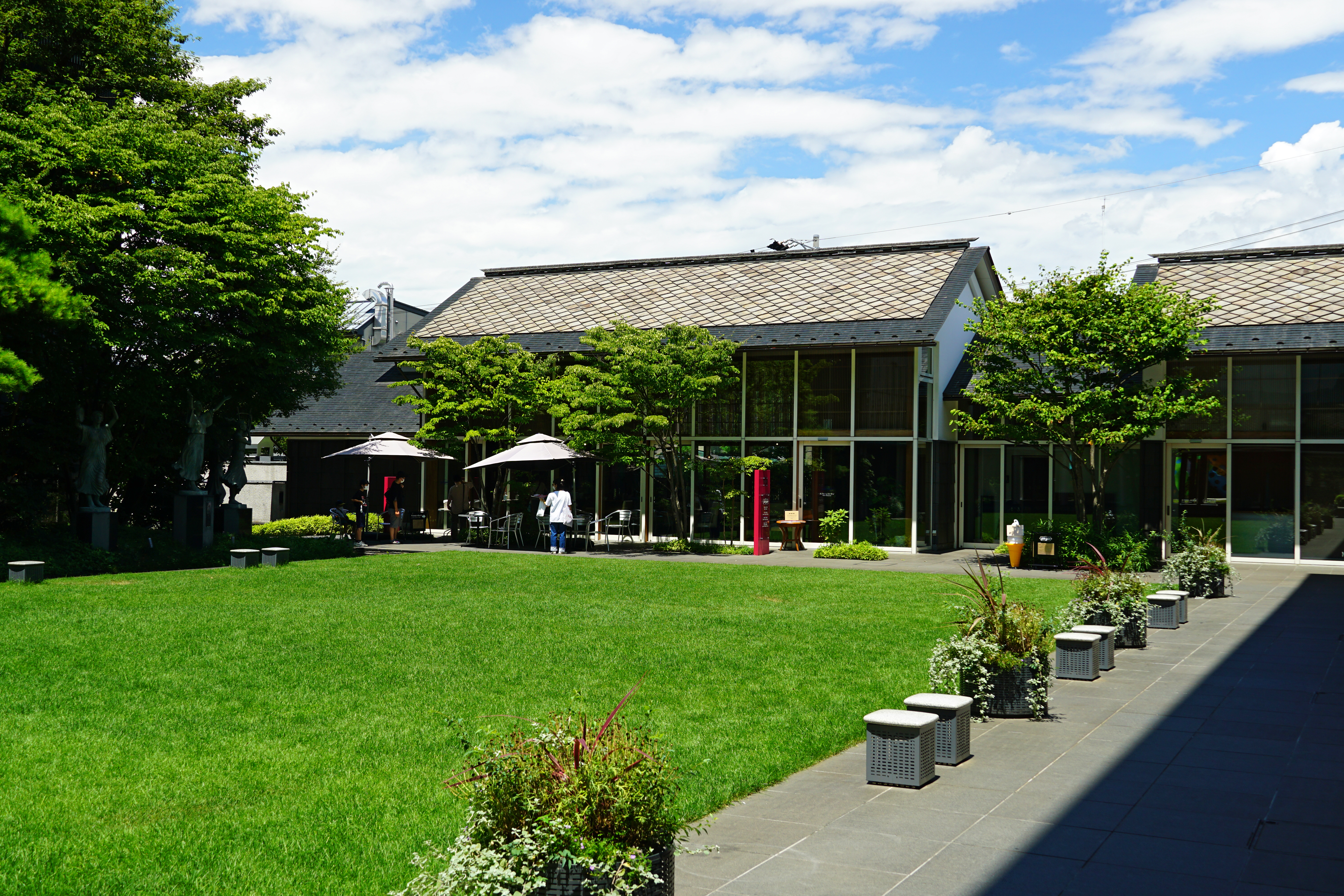
カフェ・レストラン棟
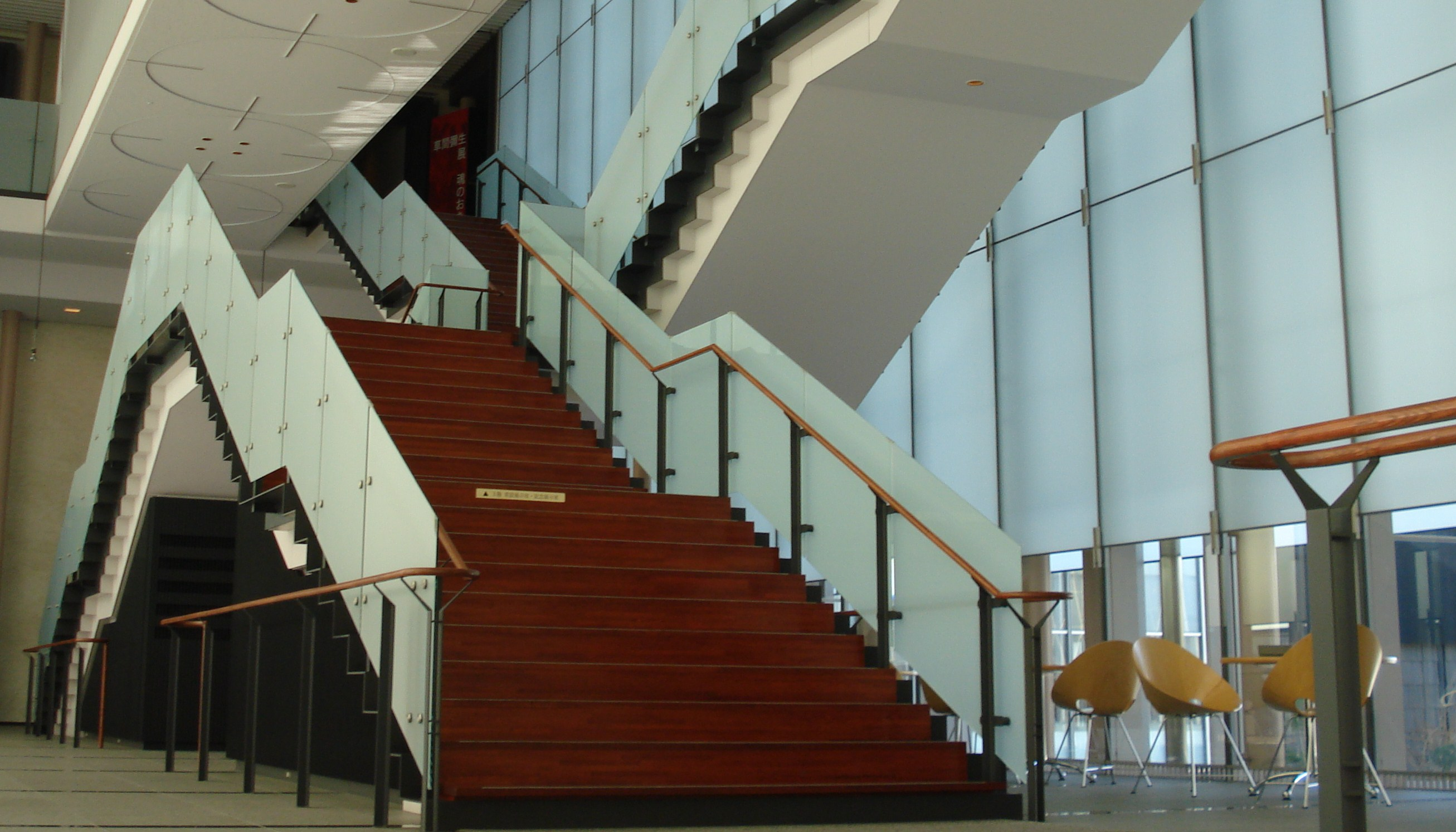
内部

## 交通アクセス
- JR松本駅より徒歩約15分
- 松本駅お城口より、ぐるっとまつもと路線バス
  - 横田信大循環線・北市内線などで「松本市美術館」下車徒歩
  - 松本周遊バス（タウンスニーカー）南コース5分「市民芸術館西」下車徒歩3分
  - 同じく松本周遊バス 東コース7分「伊織霊水（美術館北）」下車徒歩10分

## 周辺
- まつもと市民芸術館
- 深志神社
- 全久院
- 源智の井戸